# Driss Ben El Kouri
Driss Ben El Kouri (en arabe : دريس بن الكوري) ou Driss ben el-Kouri Cherradi (né à Fès), est un dignitaire marocain de la fin du XIXe siècle et du début du XXe siècle. Il est fait caïd du Tafilalet puis plus ponctuellement pacha de Timmi dans le Touat. En effet dans le cadre de la conquête de l'Algérie par la France, il est l'unique pacha que le Maroc n'a jamais nommé au Touat pour répondre à la demande de protection faite auprès du sultan du Maroc d'une délégation de la région qui se sent menacée par l'avancée française. Le sultan du Maroc le fait pacha pour répondre à l'appel des populations des ksours Touat et le Tidikelt inquiets de l'avancée française. Driss Ben El Kouri participe à la bataille d'In Ghar en 1900 où il est défait et finit par se rendre aux autorités française.   

## Histoire
Driss Ben El Kouri est originaire de Fès. Il fut incorporé dans le gouvernement marocain de l'époque, puis nommé caid au Tafilalet. Il est ensuite fait pacha du Touat dans un contexte de la conquête de l'Algérie par la France.
Les oasis du Touat et du Gourara versaient l'impôt au sultan du Maroc depuis l'expédition du Pacha Jouder en 1591 jusqu'en 1693, avec une interruption entre 1602 et 1647, le désintérêt du Maroc pour Tombouctou était mis à profit par les habitants pour s'affranchir de la dîme quand ils le pouvaient. Les émissaires du sultan, jugeant le maintien de leurs représentants trop onéreux, les retirèrent temporairement en 1845. Les Turcs installés en Algérie ne firent au Touat que des expéditions ponctuelles, le commerce soudanais en direction d'Alger passant plus à l'est par El Goléa.

## Situation
En 1857, les habitants du Touat croient judicieux d'envoyer des représentants à Alger en 1857 pour négocier un protectorat et verser un impôt comme autrefois au dey d'Alger. Ils veulent ainsi négocier un traité analogue au Mzab. Cette négociation échoue. Vers 1861, une colonne française se présente dans le Gourara, ce qui inquiète les habitants du Touat qui dépêchent leurs moqqadem à Fès pour demander la protection du sultan du Maroc. Le sultan est alors chef spirituel du Touat, mais n'envoie aucun lieutenant dans les oasis pour représenter son autorité : le pouvoir politique est toujours au main des djemaa (assemblées locales), zaouias et chef de tribus alors que le commerce se fait toujours avec le Nord sous tutelle française. 
Le Maroc nomme finalement deux pachas dans cette région du Sahara : Mohamed Ben Omar Marrakchi à Timimoun dans le Gourara et l'autre, Driss Ben El Kouri, à Adrar dans la région du Touat, dont dépendait alors le Tidikelt pour aider les insurgés des ksour locaux. A l'issue de la bataille d'In Ghar, Driss Ben El Kouri se rend sans pouvoir répondre de ses compagnons d'arme insurgés. Selon Louis Voinot, explorateur de l'armée française, ces pachas sans makhzen et sans redevance fixe ne possèdent pas la moindre action sur la population. La suzeraineté chérifienne, fictive, n'est brandie par les populations que dans la crainte et l'opposition à une occupation française.

## Combat d'In Ghar
En 1900, faisant face à l'avancée coloniale française qui entre à In Salah, le pacha organise la résistance : il réunit 1 300 hommes levés au Touat et se porte à In-Ghar dans le Tidikelt pour assurer la défense de la région face à la colonne française qui tente d'occuper la région. 